# Красный перец (журнал)
«Красный перец» — советский литературно-художественный иллюстрированный сатирический журнал, выпускавшийся с периодичностью один раз в две недели с января 1923 года по март 1926 года сначала в качестве приложения к газете Московского комитета РКП(б) «Рабочая Москва», а с сентября 1925 года — как отдельное издание, печатавшееся в типографии газеты..
Редакция журнала находилась по адресу: город Москва, Большая Дмитровка, дом 15. Должность главного редактора занимали Борис Волин (до августа 1924 года), А. Верхотурский (до конца 2025 года), Е. Атаков, Д. Антошкин. 
Основными направлением издания являлась борьба с советской бюрократией, бесхозяйственностью, недобросовестным отношением к труду, рвачеством, пережитками старого быта, издержками НЭПа. Не оставались без внимания также вопросы международной политики, классовой борьбы за рубежом, жизни бежавших от революции эмигрантов, состояния культуры, современного искусства и литературы.
В журнале публиковались злободневные сатирические произведения как новых советских, так и имевших дореволюционный опыт поэтов, писателей и журналистов — Виктора Ардова, Николая Асеева, Демьяна Бедного, Александра Безыменского, Михаила Булгакова, Сергея Городецкого, А. Зорича, Ильи Ильфа и Евгения Петрова, Валентина Катаева, Михаила Кольцова, Владимира Маяковского, Юрия Олеши, Петра Орешина, Юрия Потехина, Григория Рыклина, Леонида Саянского, в том числе созданные на основе материалов рабочих и сельских корреспондентов, с иллюстрациями и карикатурами художников Б. И. Антоновского, Л. Г. Бродаты, Ю. А. Ганфа, Р. В. Гершаника, К. С. Елисеева, Н. Н. Купреянова, И. А. Малютина, Д. И. Мельникова, А. А. Радакова, В.С. Сварога, И. Д. Чашникова, М. М. Черемных, П. М. Шухмина.
Постоянными рубриками журнала являлись «Артельно-кооперативный учебник», «Белена», «Вентилятор», «Капкан», «Клещами за ухо», «Наша анкета», «Наше обследование», «Перцем в нос», «По Москве», «По ту сторону добра и зла», «Почтовая перечница», «Приключения Мизгиря Хватова», «Эмигранты о себе». 
Вместе с тем, изначально недостаточное внимание журнала к производственным темам, повседневной жизни рабочих и крестьян, ориентация на более интеллигентного читателя привели к созданию в феврале 1924 года второго приложения к газете «Рабочая Москва», получившего название «Заноза» и просуществовавшего всего полгода. В августе «Красный перец» и «Заноза» были объединены в один массовый журнал сатиры и юмора под редакцией А. Верхотурского, получивший название «Заноза с красным перцем», через два номера сокращённое до «Заноза с перцем», однако затем было возвращено первоначальное название.
В сентябре 1925 года журнал официально стал самостоятельным изданием, по итогам года его тираж увеличился до 40 тысяч экземпляров, однако трудности материального характера и более высокая популярность крупных конкурирующих изданий обусловили прекращение выпуска «Красного перца» и передачу всех его материалов в марте 1926 года всесоюзному журналу «Крокодил».